# Droga wojewódzka 736
Die Droga wojewódzka 736 (DW 736) ist eine 22 Kilometer lange Droga wojewódzka (Woiwodschaftsstraße) in der polnischen Woiwodschaft Masowien, die Warka mit Podłęż verbindet. Die Strecke liegt im Powiat Grójecki, im Powiat Kozienicki und im Powiat Garwoliński.

## Streckenverlauf
Woiwodschaft Masowien, Powiat Grójecki
-  Warka (DW 730, DW 731)

Woiwodschaft Masowien, Powiat Kozienicki
- Zakrzew
- Anielin Rozniszewski
- Osiemborów
- Nowy Grzybów
- Wola Magnuszewska
-  Magnuszew (DK 79)
- Latków
- Ostrów

Woiwodschaft Masowien, Powiat Garwoliński
- Podwierzbie
-  Podłęż (DW 801)